# Francesco Florido
Francesco Florido est un grammairien italien de la Renaissance, né en 1511  à Poggio Nativo et mort à Paris en 1547.

## Biographie
Francesco Florido naquit au commencement du XVIe siècle à Poggio Nativo, bourg de la Sabine, d’où il a été surnommé Sabinus. Il enseigna pendant quelques années les langues grecque et latine à l’Université de Bologne. Il vint ensuite en France, à la prière de François Ier. In France il entreprit la traduction de l’Odyssée en vers latins, et il en fit imprimer les huit premiers livres. Florido mourut à Paris en 1547.

## Œuvres
- Apologia in Plauti aliorumque poetarum et linguæ latinæ calumniatores ; accessit libellus de legum commentatoribus, Lyon, 1537, in-4°. Cette apologie de la langue latine est très-estimée. Le traité sur les commentateurs brouilla Florido avec André Alciat, qui n’y est pas ménagé. Pour se venger, Alciat fit contre lui son 163e emblème, au titre duquel il le désigna par les noms de Franciscus Olidus. Voyez, sur cet emblème, les notes de Claude Minois, édition de Lyon, 1614, in-8°, où il est intitulé In detractores ;
- Lectionum subsecivarum libri tres, Bologne, 1539, in-4° ; elles ont été insérées dans le 1er volume du Thesaurus criticus de Gruter. Florido y prit la défense d’Érasme contre Dolet, ce qui engagea entre eux une guerre littéraire que termina l’ouvrage suivant : Adversus Stephani Doleti calumnias liber, Rome, 1541, in-4° ;
- De Julii Cæsaris præstantia libri tres, imprimé avec les ouvrages indiqués sous les deux premiers numéros, Bâle, 1540, in-fol. ; il a été traduit en allemand par Heinrich Eppendorf ;
- Homeri Odysseæ libri octo priores latinis versibus redditi, Paris, 1543, in-4°. On regrette que cette traduction n’ait pas été terminée. Florido a aussi traduit en latin l’hymne à Diane, dans l’édition grecque de Callimaque, Paris, 1549, in-4°.